# Enid Stamp Taylor
Enid Stamp Taylor (12 de junio de 1904 – 13 de enero de 1946) fue una actriz cinematográfica de nacionalidad británica.

## Biografía
Nacida en Monkseaton, Inglaterra, Taylor se hizo conocida gracias a un concurso de belleza ganado siendo joven, y mediante el cual consiguió papeles en espectáculos teatrales musicales, entre ellos The Cabaret Girl (1922), en el cual actuaba bajo el nombre de "Enid Taylor". 
Más adelante pasó al cine, actuando en el film de Alfred Hitchcock Easy Virtue (1928), así como en Queen of Hearts (1934) y The Wicked Lady (1945), entre otras películas.
El apellido Stamp lo utilizaba por haber sido el apellido de soltera de su abuela. Taylor estuvo casada con Sidney Colton, con el que tuvo una hija, Robin Anne.
Enid Stamp Taylor falleció en Londres, Inglaterra, como consecuencia de las heridas sufridas en una caída en el baño de su apartamento, justo dos meses después de estrenarse la película The Wicked Lady.

## Filmografía
- Land of Hope and Glory (1927)
- Yellow Stockings (1928)
- Easy Virtue (1928)
- A Little Bit of Fluff (1928)
- Cocktails (1928)
- The Broken Melody (1929)
- Meet My Sister (1933)
- A Political Party (1934)
- Gay Love (1934)
- Virginia's Husband (1934)
- The Feathered Serpent (1934)
- Two Hearts in Harmony (1935)
- So You Won't Talk (1935)
- While Parents Sleep (1935)
- Radio Pirates (1935)
- Mr. What's-His-Name? (1935)
- Jimmy Boy (1935)
- House Broken (1936)
- Queen of Hearts (1936)
- Blind Man's Bluff (1936)
- Keep Your Seats, Please (1936)
- O-Kay for Sound (1937)
- Talking Feet (1937)
- Take a Chance (1937)
- Underneath the Arches (1937)
- Feather Your Nest (1937)
- Action for Slander (1937)
- Stepping Toes (1938)
- Old Iron (1938)
- Blondes for Danger (1938)
- Climbing High (1938)
- The Lambeth Walk (1939)
- The Girl Who Forgot (1940)
- The Farmer's Wife (1941)
- South American George (1941)
- Spring Meeting (1941)
- Hatter's Castle (1942)
- Alibi (1942)
- Candlelight in Algeria (1944)
- The Wicked Lady (1945)
- Caravan (1946)